# Французька комуністична партія
Французька комуністична партія (ФКП, фр. Parti communiste français) — французька ліва політична партія. Створена 1920 року під назвою Французька секція Комуністичного інтернаціоналу членами Французької секції Робітничого інтернаціоналу. Партія має 12 місць із 577 у Національних зборах та 14 місць із 348 у Сенаті.

## Історія

### Заснування партії
ФКП була заснована у 1920 році членами Французької секції Робітничого інтернаціоналу (СФІО), які підтримали більшовицьку революцію в Росії і виступали проти Першої світової війни.
Напруженість усередині Соціалістичної партії виникли в 1914 році з початком Першої світової війни, яку більшість СФІО прийняли, що було сприянято лівими соціалістами, як «соціал-шовіністичною лінією» на підтримку французьких військових зусиль. На конгресі СФІО у Турі в 1920 році, ліві фракції (Борис Суварін, Фернан Лоріо) і центристські фракції (Людовік Фроссар, Марсель Кашен) погодилися приєднатися до Третього інтернаціоналу, а отже, виконати 21 умову, написану В. І. Леніном. Вони отримали 3/4 голосів делегатів і відкололися у нову організацію під назвою Французька секція Комуністичного Інтернаціоналу (SFIC). Однак, більшість обраних делегатів не бажали дотримуватися принципу «демократичного централізму», викладеного в умовах Леніна, і залишилися у СФІО.
Засновників SFIC підтримала партійна газета «Юманіте», заснована Жаном Жоресом у 1904 році, що залишилася друкованим органом партії до 1990-х років. Новостворена партія, яка у 1921 році була перейменована у Комуністичну партію Франції(КПФ), мала в три рази більше членів ніж СФІО (120 тисяч членів). Серед оргінізаторів партії був Хо Ши Мін, майбутній засновник руху В'єтмінь в 1941 році, який проголосив незалежність В'єтнаму.

### 1920-х і початок 1930-х
Спершу ФКП суперничала із СФІО за керівництво французького соціалістичного руху, але багато членів були виключені з партії (у тому числі Борис Суварін), і протягом декількох років, його підтримки знизився, тому що більшість з 1920-х років це був маленький і ізольований партії. Перші обрані депутати були проти Коаліції лівих у складі СФІО і радикально-соціалістичної партії. Перша Коаліція була при владі з 1924 по 1926 роки.
Комуністична партія приваблювала різних інтелектуалів і митців 1920-х років, в тому числі Андре Бретона, лідера сюрреалістичного руху, Анрі Лефевра (який буде виключений в 1958), Поля Елюара, Луї Арагона та ін.
ФКП була головним організатором антиколоніальної виставки у 1931 році в Парижі під назвою «Правда про колонії». Перша частина показувала «критику примусової праці в колоніях та інших злочинів періоду нового імперіалізму», у другому розділі, вона виступала проти «імперіалістичної колоніалізму» та за «Радянську політику з національного питання».
Друга Коаліція лівих була обрана у 1932 році. Цього разу, хоча ФКП не брала участі в коаліції, вона підтримувала уряд без участі в ньому, таким же чином, як до Першої світової війни (1914—1918) соціалісти підтримуювали уряд республіканців і радикалів без участі. Друга Коаліція лівих розпалася після заворушень ультраправих 6 лютого 1934 року, які змусили Едуара Даладьє передати владу консерватору Гастону Думергу. Після цієї кризи, ФКП, як і весь соціалістичний рух, побоювалися того, що в країні майже здійснився фашистський путч. Крім того, прихід до влади Адольфа Гітлера у 1933 році і розгром Комуністичної партії Німеччини після підпалу 27 лютого 1933 Рейхстагу і нової сталінської політики «Народного фронту» призвела ФКП до зближення із СФІО. Таким чином, було підготоване утворення Народного фронту, який отримав владу після виборів у 1936 році.
У 1934 році туніська федерація ФКП стала Туніською комуністичною партією.

### Народний фронт
У 1930 ФКП швидко зростала кількісно та збільшувався її вплив. Зростання її популярності сприяла комінтернівська стратегія Народного фронту, що дозволила створення альянсу зі СФІО і радикальною партією у боротьбі проти фашизму. Народний фронт переміг на виборах у 1936 році, і Леон Блюм сформував соціалістично-радикальний уряд. ФКП підтримало цей уряд, але не приєдналося до нього. Уряд Народного фронту незабаром пішов у відставку під вагою внутрішніх проблем (фінансові проблеми, у тому числі інфляція) і питань зовнішньої політики (радикали були проти втручання в громадянську війну в Іспанії в той час як соціалісти і комуністи були «за»), і був замінений урядом Едуара Даладьє.
12 серпня 1936, партійна організація була створена в Мадагаскарі, Комуністична партія (Французька секція Комуністичного Інтернаціоналу) області Мадагаскар.

### Друга світова війна
Після підписання пакту Молотова — Ріббентропа і початку конфлікту на Європейському театрі другої світової війни в 1939 році, ФКП була оголошена забороненою організацією урядом Едуара Даладьє. Спочатку ФКП підтвердила свою прихильність національної оборони, але після заклику Комінтерну до французьких комуністів оголосити війну «імперіалістичною», партія змінила свою позицію. Члени парламенту від ФКП підписали лист із закликом до миру. Лідер партії, Моріс Торез, дезертував із армію і вирушив до Москви, щоб сховатися від переслідування.
Під час окупації відносини між комуністами і окупантами були напруженими. Одним з основних заходів, що проводилися комуністами проти окупаційних сил була демонстрація тисяч студентів і робітників, яка була проведена у Парижі 11 листопада 1940 року. У травні 1941 року ФКП допомогла в організації страйку понад 100 тисяч шахтарів у департаментах Норд і Па-де-Кале. 26 квітня 1941 ФКП була запрошена до Національного фронту за незалежність Франції голлістами.
Коли Німеччина напала на Радянський Союз в 1941 році, ФКП розширило силу опору в межах Франції, зокрема пропагандою використання прямої дії і політичних вбивств, які не були систематично організованими аж до цього моменту. До 1944 року ФКП досягла висоти свого впливу, контролюючи великі райони країни, через опір підрозділів під своїм командуванням. Дехто в ФКП хотів почати революцію, коли німці вийшли з країни, але керівництво, що діяло за інструкціями Сталіна, виступило проти цього і прийняло політику співпраці з союзними державами і пропаганду нового уряду Народного фронту. Багато відомих діячів вступило у партію під час війни, в тому числі Пабло Пікассо, який вступив до ФКП в 1944 році.

### Четверта республіка (1947—1958)
Після звільнення Франції в 1944 році, ФКП поряд з іншими групами опору, увійшли до уряду Шарля де Голля. Як і в післявоєнній Італії, комуністи були в той час дуже популярною і сильною політичною силою. До кінця 1945 року кількімть членів партії сягнула півмільйона, що було величезним зростання з часів попереднього Народного фронту, коли чисельність партії була менш ніж тридцять тисяч. На виборах 21 жовтня 1945 року до однопалатних тимчасовий конституційних Національних зборів, ФКП отримало 159 із 586 місць.
Під час виборів у листопаді 1946 року ФКП отримала найбільшу за інші партії кількість голосів, трохи випередивши Французьку секцію Робітничого інтернаціоналу (СФІО) і християнсько-демократичний Народний республіканський рух (MRP). Сильна виборчі успіхи партії і зростання членства привели деяких спостерігачів до думки, що влада комуністів у Франції була неминучою. Однак, як і в Італії, ФКП був змушена була покинути уряд Поля Рамадьє у травні 1947 з метою забезпечення допомоги за Планом Маршалла від Сполучених Штатів.
ФКП засудив політику уряду, як інструмент американського капіталізму. Після арешту деяких працівників металургії в Марселі в листопаді, Загальна конфедерація праці (ЗКП), профспілкове об'єднання де домінували комуністи, у відповідь завдали удару, і активісти ФКП напали на ратушу і інші «буржуазні» цілі у місті. Коли протести поширилися на Париж, і аж 3 мільйони робітників вийшли на страйк, Рамадье подав у відставку, побоюючись, що він зіткнувся з загальним повстанням. Ймовірно, це була найбільша імовірність захоплення влади у Франції комуністами.
У 1950-х років, ФКП критикувало підтримку французького імперіалізму під час В'єтнамської війни (1947—1954) і алжирської війни (1954—1962). Так Жан-Поль Сартр з Комуністичної партії, активно підтримував Фронт національного визволення Алжиру (ФНВ).
Друга половина 1950-х років була також відзначена деяким невдоволення промосковською лінією, безперервно проводилася партійними лідерами. Однак, у той час не було остаточно розробленої єврокомуністичної тактики. Основний розкол стався тоді, коли зліва виділилися маоїсти наприкінці 1950-х років. Деякі представники помірної комуністичної інтелігенції, такі, як історик Еммануель Ле Рой Ладюрі, розчарувавшись у реальній політиці Радянського Союзу, вийшли з партії після жорстокого придушення Угорської революції 1956 року.
У 1959 році Федерація ФКП в Реюньйоні була відділена від партії, і створила Комуністичну партію Реюньйону.

### 1960-ті і 1970-ті роки
У 1958 році ФКП була єдиною великою партією, що виступала проти повернення до влади Шарля де Голля і французької П'ятої республіки. Вона виступала за створення лівого союзу проти де Голля. Лідером ФКП після смерті Тореза у 1964 році став Вальдек Роше.
Під час президентських виборів 1965 року, вважаючи що комуністичний кандидат не може отримати добрий результат, ФКП підтримала кандидатуру Франсуа Міттерана. Тоді вони підписали угоду з Федерацією демократичних і соціалістичних лівих до парламентських виборів 1967 року.
У травні 1968 розгорнулися широкі бунти студентів і страйки у Франції. ФКП спочатку підтримує загальний страйк, але виступає проти революційного студентського руху, в якому домінували троцькісти, маоїсти, анархісти і так звані «нові соціальні рухи» (у тому числі екологи, рух гомосексуалів та ін.). Наприкінці травня 1968 року, ФКП стала на бік де Голля, який погрожував використанням армії, і закликала до припинення страйків. ФКП також викликала відчуження багатьох лівих через підтримку радянського вторгнення в Чехословаччину в серпні 1968 року.
Все ж, ФКП скористалася лівими настроями того періоду та розколом соціалістів. Через поганий стан здоров'я Вальдека Роше, кандидатом на президентських виборах 1969 року був Жак Дюкло. Отримавши 21 % голосів, Дюкло повністю затьмарив СФІО і посів третє місце в першому турі. У другому турі, ФКП відмовилися підтримувати жодного кандидата, ні голліста Жоржа Помпіду, ні центриста Алена Поера.
У 1970 році Роже Гароді, член ЦК ФКП з 1945 року, був виключений з партії за ревізіоністські тенденції, що було реакцією на спробу Гароді примирити марксизм з католицизмом.
У 1972 році Вальдека Роше змінив Жорж Марше, який контролював партію з 1970 року. Марше почав помірну лібералізацію партійної політики і внутрішнього життя, хоча інакомислячих членів, особливо інтелігенцію, як і раніше виключали. ФКП увійшла до союзу з новою, очолюваною Міттераном Соціалістичною партією (PS). Вони підписали Спільну програму з метою проведення парламентських виборів 1973 року. Різниця між двома партіями скоротилася: ФКП отримала 21,5 % голосів проти 19 %, отримала PS.
Номінально французькі комуністи підтримують кандидатуру Міттерана на президентських виборах 1974 року. Під час перебування Міттерана першим секретарем PS, соціалісти знову стали головною лівою партією. Марше запропував оновити Спільну програму, але переговори провалилися. PS обвинуватило Марше у відповідальності за розкол лівих і їх поразку на парламентських виборах 1978 року. Вперше з 1936 року, ФКП втратила своє місце як «перша партія лівого спрямування», яке дісталося соціалістам.
На 22-му з'їзді партії в лютому 1976 року ФКП відмовилася від диктатури пролетаріату і посилання на неї. Вона почала дотримуватися лінії ближчої до єврокомунізму Італійської комуністичної партії. Проте це було лише відносною зміною напрямку, так як ФКП глобально залишлася відданою Москві, і в 1979 році, Жорж Марше підтримав вторгнення в Афганістан. Його оцінка радянських та східно-європейських комуністичних урядів була «в цілому позитивною».
Марше був кандидатом на президентських виборах 1981 року. Під час кампанії він критикував «поворот направо» Соціалістичної партії. Лідер PS отримав 25 % проти 15 % Марше. У другому турі ФКП закликала своїх прихильників голосувати за Міттерана, який був обраний президентом Франції.

### Занепад
При Міттерані ФКП отримала міністерські пости вперше з 1947 року, але це був ефект блокування ФКП у проведенні реформ Міттерана, і поміркованіші прихильники ФКП перейшли до PS. Коли міністри ФКП пішли у відставку в 1984 році на знак протесту проти зміни Міттераном економічної політики, це прискорило зниження результатів партії на виборах. Кандидат ФКП отримав лише 6,7 % на президентських виборах 1988 року. З 1988 по 1993 рік, ФКП час від часу підтримувала соціалістичні, в залежності від проблеми.
Падіння Радянського Союзу в 1991 році привело до кризи в ФКП, але вона не пішла за прикладом деяких інших європейських комуністичних партій шляхом саморозпуску або зміни своєї назви. У 1994 році Марше пішов у відставку, і його місце зайняв Робер Ю. За керівництва Ю партія приступила до реорганізації партійної структури і відходу від ленінських догм. Однак, цим не вдалося зупинити зниження популярності партії.
За уряду Ліонеля Жоспена (соціаліст, який був прем'єр-міністром з 1997 по 2002 рік), ФКП знову займала міністерські пости з 1997 по 2002 рік (Жан-Клод Гейссо, посаду міністра транспорту тощо). У партії виник внутрішній конфлікт.
У першому турі президентських виборів 2002 року партія отримала лише 3,4 % голосів. Уперше кандидат ФКП отримав менше голосів, ніж троцькістські кандидати (Арлетт Лагіє і Олів'є Безансно). На парламентських виборах 2002 року, ФКП стала четвертою, отримавши 4,8 % голосів (так само, як правоцентристський Союз за французьку демократію, UDF) і завоювала 21 місце.
Зрештою Робер Ю пішов у відставку, а в 2002 році Марі-Жорж Бюффе взяла на себе керівництво партією. У 2005 році в ході кампанії з проведення референдуму щодо Європейської конституції, ФКП закликала голосувати «ні», поряд з іншими лівими партіями.

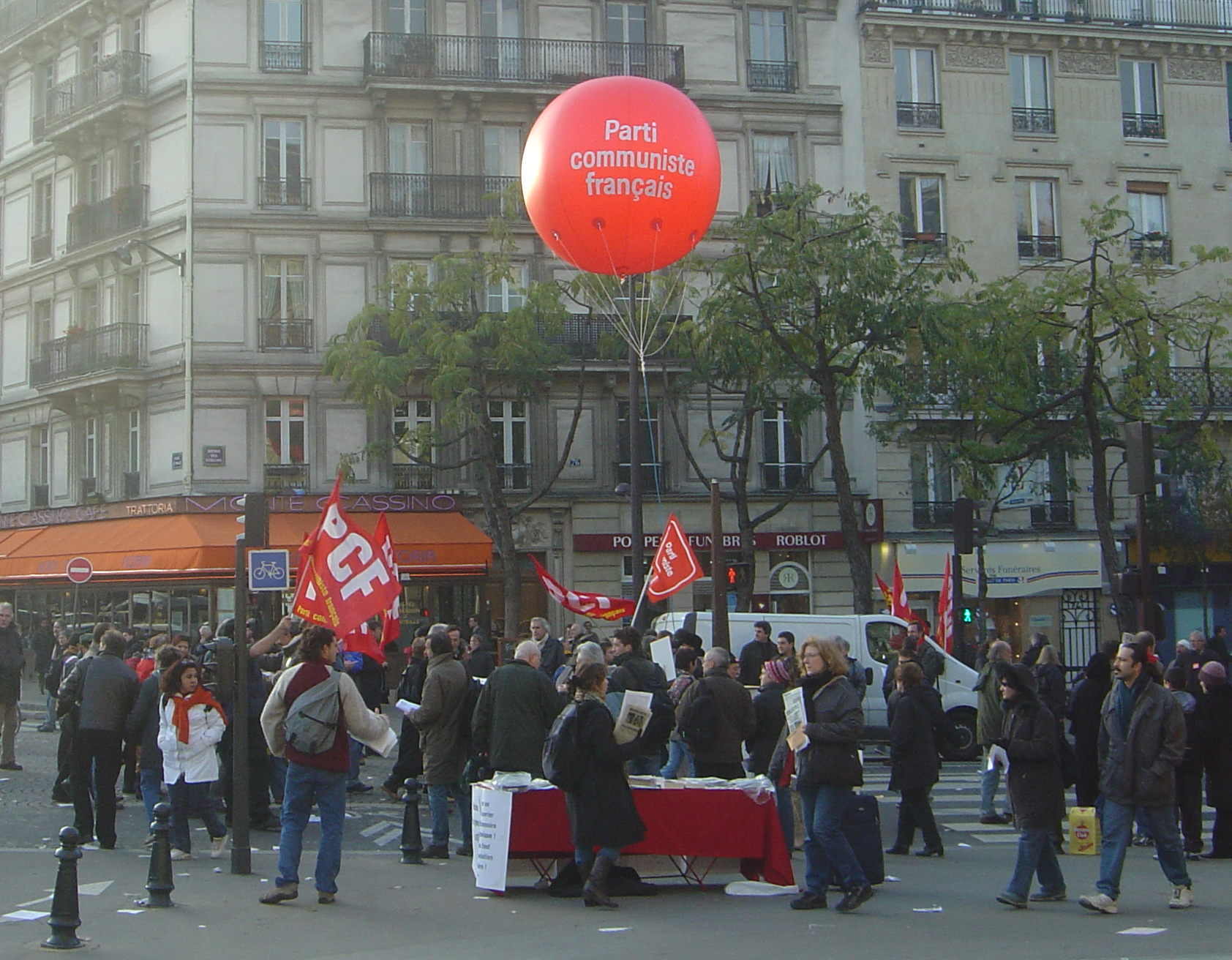
Під час акцій протесту у Парижі, 19 листопада 2005

У 2006 році ФКП та інших ліві партії підтримує протести проти першого трудового договору, які в кінцевому підсумку змусили президента Ширака відмовитися від планів на законопроєкт, спрямований на створення гнучкішого трудового законодавства.
Напередодні першого туру президентських виборів 2007 Бюффе сподівалася, що її кандидатура буде підтримана лівими партіями, які брали участь у кампанії «Ні» на референдумі щодо конституції ЄС. Ця підтримка не була забезпечена, і вона набрала лише 1,94 %. Підсумковий результат ФКП був низьким навіть у своїй традиційній фортеці, такий як «червоний пояс» навколо Парижа.
На парламентських виборах 2007 року ФКП отримала 15 місць, на п'ять нижче від мінімально необхідних для формування парламентської групи. ФКП згодом об'єдналася із зеленими та іншими лівими депутатами, щоб мати змогу сформувати парламентську групу, що знаходиться ліворуч від Соціалістичної партії, яка отримала назву Демократичні і республіканські ліві.
На виборах 2009 року до Європейського парламенту партія брала участь у рамках Лівого фронту. Лівий фронт отримав 5 місць, з них 3 ФКП.

## Лідери партії

### Генеральні секретарі ФКП
- 1921—1923 — Луї-Оскар Фроссар
- 1923—1924 — Луї Сельє
- 1924—1926 — Альбер Тран
- 1926—1929 — П'єр Семар
- 1929—1930 — секретаріат у складі: Анрі Барбе, П'єр Селор, Бенуа Фрашон, Моріс Торез
- 1930—1964 — Моріс Торез
- 1964—1972 — Вальдек Роше
- 1972—1994 — Жорж Марше
- 1994—2001 — Робер Ю
- 2001—2007 — Марі-Жорж Бюффе

З 2007 — директорат у складі: Бриджі Діоні, Жан-Франсуа Гау, Жоель Гредер, Мішель Лоран, Жан-Луї Лемоін.
У 2009 році Національним секретарем була Марі-Жорж Бюффе.
З 20 червня 2010 до 2018 року Національний секретар ФКП — П'єр Лоран.
З 25 листопада 2018 року Національний секретар — Фаб'єн Руссель.

### Голови ФКП
- 1964 — Моріс Торез
- 2001—2003 — Робер Ю